# Mistrzostwa Świata w Tenisie Stołowym 1932
6. Mistrzostwa świata w tenisie stołowym odbyły się w dniach 25-30 stycznia 1932 roku w Pradze. Zawody zostały zdominowane przez reprezentantów Węgier, którzy zwyciężyli w większości konkurencji.

## Końcowa klasyfikacja medalowa
| Miejsce | Państwo        | Złoto | Srebro | Brąz | Razem |
| ------- | -------------- | ----- | ------ | ---- | ----- |
| 1       | Węgry          | 5     | 5      | 5    | 15    |
| 2       | Czechosłowacja | 1     | 1      | 3    | 5     |
| 3       | Austria        | 0     | 0      | 2    | 2     |
| 4       | Anglia         | 0     | 0      | 1    | 1     |
| 4       | Niemcy         | 0     | 0      | 1    | 1     |

## Medaliści
| Konkurencja:               | Złoto:                       | Srebro:                           | Brąz:                                                  |
| gra pojedyncza kobiet      | Anna Sipos                   | Mária Mednyánszky                 | Magda Gal Marie Smidova                                |
| gra pojedyncza mężczyzn    | Viktor Barna                 | Miklós Szabados                   | Istvan Boros Erwin Kohn                                |
| gra podwójna kobiet        | Mária Mednyánszky Anna Sipos | Anna Braunova Marie Smidova       | Vera Pavlaskova Berta Zdobnicka Anita Denker Magda Gal |
| gra podwójna mężczyzn      | Viktor Barna Miklós Szabados | Laszlo Bellak Sándor Glancz       | Charles Bull David Jones Istvan Boros Tibor Hazi       |
| gra mieszana               | Viktor Barna Anna Sipos      | Miklós Szabados Mária Mednyánszky | Sándor Glancz Magda Gal Jaroslav Jilek Marie Smidova   |
| konkurs drużynowy mężczyzn | Czechosłowacja               | Węgry                             | Austria                                                |